# Karskov
Karskov (dansk) eller Karschau (tysk) er en bebyggelse beliggende syd for Arnæs ved Slien i Angel i Sydslesvig. Administrativt hører landsbyen under Ravnkær-Fovlløk i Slesvig-Flensborg kreds i den nordtyske delstat Slesvig-Holsten. I kirkelig henseende hører landsbyen under Ravnkær Sogn, som lå i den danske tid i Slis Herred (Gottorp Amt). Karskov er et sammensat stednavn af ordene karse og -skov, første gang dokumenteret 1804. 1837 nævnes her en gård med kalkbrænderi og fem kådnersteder. 1871 kom stedet under Fovlløk Kommune. Nord for Karskov har den 3,5 km lange Kusbæk (Kuschbeek) udløb i Slien. Syd for stedet er der en større campingplads. Stedet er ellers omgivet af Paverød (Pageroe, Borne Komune) i syd, Havretved (Habertwedt, Grødersby Kommune) i nord og Vindemark på Sliens modsatte bred i øst.